# Gloria Garayua
Gloria Garayua (née le 18 octobre 1978 à New York) est une actrice de cinéma et de télévision. Elle fait ses débuts en 2005 avec un petit rôle dans la comédie Braqueurs amateurs. Elle apparaît dans les séries Six Feet Under et Weeds, et joue le rôle de l'interne Graziella dans la série Grey's Anatomy.

## Filmographie

### Cinéma
- 2003 : Tokyo Godfathers de Satoshi Kon : Maria (voix)
- 2005 : Braqueurs amateurs (Fun with Dick and Jane) de Dean Parisot : Blanca
- 2008 : Henry Poole (Henry Poole Is Here) de Mark Pellington : Une adoratrice
- 2010 : Mother and Child de Rodrigo García : Melissa
- 2010 : Faster de George Tillman Jr. : Membre du chœur
- 2015 : Driving While Black de Paul Sapiano : Talula
- 2015 : I Am Gangster de Moritz Rechenberg : Isabel Flores
- 2020 : Four Good Days de Rodrigo García : Réceptionniste du centre de désintoxication
- 2020 : Christmas Staycation de Jordan Imiola : Daphne

#### Courts-métrages
- 2006 : Foreign Currency : Dolores
- 2007 : Homeless Destiny : Mme Santiago
- 2011 : Jen X : Cap
- 2014 : STFU! Stop Catcalling Anthem : Boss
- 2015 : Cartwheels and Backflips : Mme Rodriguez
- 2015 : Fair Warning : Une femme
- 2016 : Wake Up America! : Jimena
- 2016 : Unremarkable : Courtney
- 2017 : Cattle Call : Peggy
- 2019 : Snoozefest : La mère d'Oren
- 2020 : Conservatory of Fine Arts : Professeur d'art dramatique

### Télévision
- 2004 : New York Police Blues : Anna (saison 12, épisode 3)
- 2005 : Joey : La femme heureuse (saison 1, épisode 24)
- 2005 : The Shield : Concepcion (saison 4, épisode 13)
- 2005 : Six Feet Under : Agnes (saison 5, épisode 4)
- 2005 : La Vie avant tout : Jasmine (saison 6, épisode 12)
- 2006 : 3 lbs. : Lucy Canet (saison 1, épisode 1)
- 2007 : Cold Case : Affaires classées : Vita Chacon (saison 4, épisode 18)
- 2007 - 2010 : Grey's Anatomy : Interne Graciella Guzman
- 2008 : Weeds : Reyna (saison 4, épisodes 4 & 5)
- 2008 : Life : Rosa (saison 2, épisode 5)
- 2008 : Urgences : Gloria Ortiz (saison 15, épisode 10)
- 2009 : Raising the Bar : Justice à Manhattan : Monica (saison 2, épisode 6)
- 2009 - 2010 : Seattle Grace: On Cal : Dr Graciella Guzman
- 2009 - 2010 : Grey's Anatomy: B-Team : Dr Graciella Guzman
- 2010 : Desperate Housewives : Célia Solis à 30 ans (saison 6, épisode 11)
- 2010 - 2011 : Cougar Town : Rosa (saison 2, épisodes 3 & 16)
- 2011 : Imagination Movers : Carol l'Elfe
- 2012 : Shameless : Laurie (saison 2, épisode 7)
- 2012 : Castle : Jesse (saison 4, épisode 17)
- 2012 - 2014 : Fixing Paco : Margie
- 2013 : Bones : Carlene Blayney (saison 8, épisode 19)
- 2013 : Southland : Reya Suarez (saison 5, épisode 6)
- 2013 : Rizzoli and Isles : Josie Garcia (saison 4, épisode 3)
- 2014 : Legends : Agent de surveillance du FBI #1
- 2014 : Love That Girl! : Ava Lopez
- 2014 : NCIS: Los Angeles : Aminita (saison 6, épisode 5)
- 2014 : Anger Management : Nikki <'small>(saison 2, épisode 78)
- 2015 : Esprits criminels : Madison Young (saison 10, épisode 18)
- 2016 : Animal Kingdom : Krystal (saison 1, épisode 3)
- 2016 : American Housewife : Infirmière Chapel (saison 1, épisode 2)
- 2016 - 2017 : Murder : Détective Brianna Davis (saison 3)
- 2017 : Good Doctor : Sonia (saison 1, épisode 6)
- 2017 : S.W.A.T. : Sofia (saison 1, épisode 2)
- 2017 : Bounty Hunters : Carolina (saison 1, épisodes 3 & 6)
- 2019 : Snowfall : Sophie (saison 3, épisode 1)
- 2019 - 2020 : Reckoning : Détective Cyd Ramos
- 2021 : Maid : Penny (saison 1, épisode 9)
- 2022 : 9-1-1 : Charity Neilson (saison 6, épisode 9)
- 2023 : Linked by Love : Dr. Margie Fuentes
- 2024 : Zorro : Nah-Lin
- 2024 : Found : Sofia Diaz (saison 2, épisode 5)
- 2024 : Tracker : Rona (saison 2, épisode 4)

#### Séries d'animation
- 2018 - 2021 : Lego Friends: Girls on A Mission : Donna & Laura
- 2019 - 2020 : Fate/Grand Order Absolute Demonic Front: Babylonia : Quetzalcoatl
- 2022 : Cyberpunk: Edgerunners : Gloria (saison 1, épisodes 1 & 10)
- 2023 : Les découvertes de Blippi : Boom (saison 3, épisode 11)
- 2024 : Rey Mysterio vs. The Darknes : Osa Mayor (saison 1, épisodes 9 & 10)

### Jeux vidéo
- 2023 : WWE 2K23 : Ava Moreno
- 2024 : WWE 2K24 : Ava Moreno